# Patricia Hendricks
Patricia Hendricks (Atlantic City, 25. rujna 1955.), američka majstorica borilačkih vještina. Nositeljica je 7. Dana u aikidu. Jedna je od prvih žena u aikidu.

## Životopis
Patricia Hendricks je aikido započela proučavati u lipnju 1974. godine, dok je bila studentica na Monterey Peninsula College u Montereyu u Kaliforniji. Bila je zainteresirana za proučavanje borilačkih vještina, pa je pronašla tečaj aikida koji se nudio u tom semestru. Instruktorica joj je bila Mary Heiny, koja se nedavno vratila sa studija iz Japana. Tijekom tog semestra studija Hendricksova je čula za Stanleyja Pranina, koji je podučavao aikido maloj skupini učenika u svojoj garaži u Montereyu. Učila je kod Stanleya Pranina do 1977. godine, a tada su se ona i Pranin preselili u Oakland da bi vježbali kod Brucea Klicksteina, a zatim i kod Billa Witta. Kasnije se Hendricks preselila se u Iwamu, gdje je postala uchi-deshi Morihira Saita. Vratila se u Oakland 1979. godine i nastavila podučavati u istom dojo-u.
Tijekom sljedećih 28 godina, redovito se vraćala u Iwamu na kratkotrajna i dugotrajna razdoblja studija kod Morihira Saita. Za to vrijeme stekla je i diplomu orijentalnih jezika na U.C. Berkeley. Godine 1984. osnovala je dojo Aikido San Leandro. Godine 1988. godine krenula je na šestomjesečnu europsku turneju, kombinirajući putovanja i podučavanje, prije nego što se ponovno vratila u Iwamu na studij kao dugogodišnji uchi-deshi, na još 18 mjeseci.
Patricia Hendricks je osnivačica dojo-a Aikido San Leandro, u kojem i danas podučava. Također je voditeljica prvog odjela (odjel Iwama-ryu) Kalifornijske udruge za aikido. Hendricks je prva menkyo-kaiden u Saitovom sustavu aiki-ken-a i aiki-jo-a. Jedna je od najviših i najistaknutijih instruktorica aikida u svijetu. Redovno održava seminare aikida širom svijeta. Bila je jedan od najbližih učenika Saita, pa se zbog toga često pojavljivala u njegovim knjigama, ali u časopisima kao njegov asistent (uke).

## Vanjske povezice
- Patricia Hendricks